# Hexanitrokobaltitan sodný
Hexanitrokobaltitan sodný je anorganická sloučenina se vzorcem Na3[Co(NO2)6]. Využívá se jako činidlo pro kvantitativní stanovení draselných a amonných iontů.

## Příprava
Připravuje se oxidací kobaltnatých solí v přítomnosti dusitanu sodného:
4 [Co(H2O)6](NO3)2 + O2 + 24 NaNO2 → 4 Na3[Co(NO2)6] + 8 NaNO3 + 4 NaOH + 22 H2O

## Stanovení draslíku
Ačkoliv je hexanitrokobaltitan sodný rozpustný ve vodě, je základem pro stanovení draselných, thallných a amonných iontů. Reakcí se stanovovanými ionty poskytuje nerozpustnou podvojnou sůl, K2Na[Co(NO2)6]·H2O.

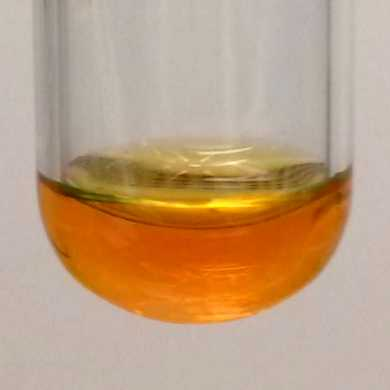
Koncentrovaný vodný roztok hexanitrokobaltitanu sodného
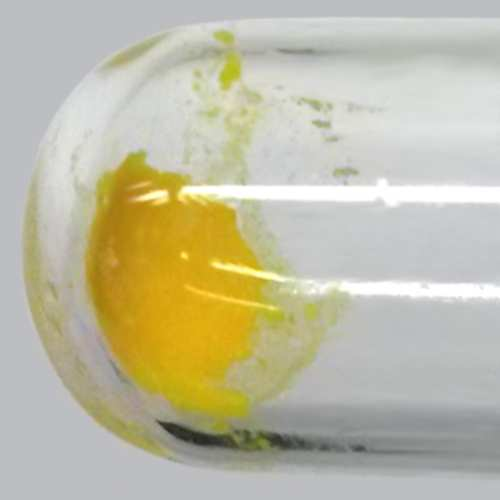
Sraženina K2Na[Co(NO2)6]·H2O.

## Struktura
Krystalová struktura se skládá z oktaedrického iontu [Co(NO2)6]3−, sodné ionty mají také oktaedrickou koordinační sféru NaO6.

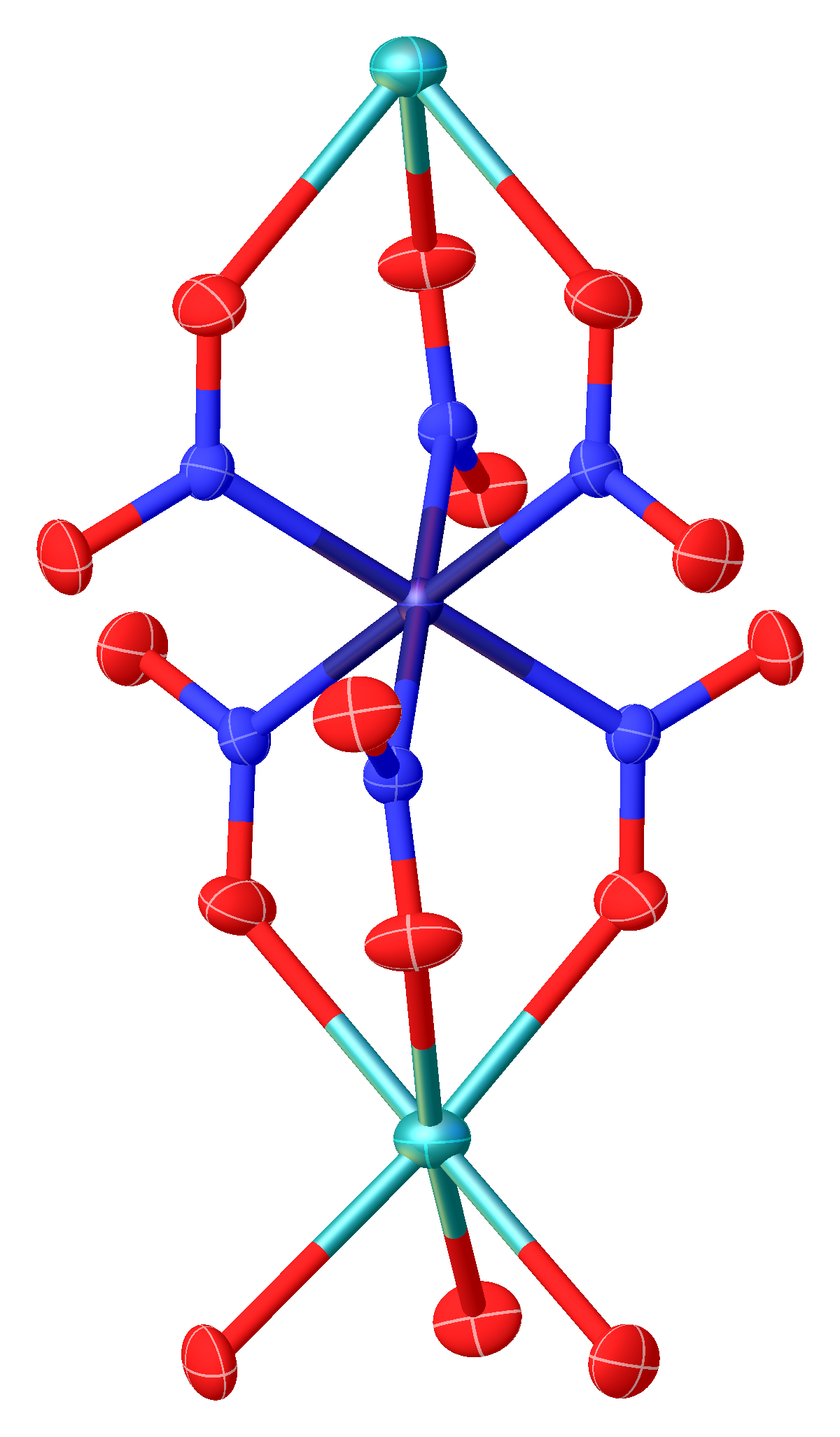
Krystalová struktura hexanitrokobaltitanu sodného